# Domènec Balmanya
Domènec Balmanya i Perera (n. 29 decembrie 1914, Girona - d. 14 februarie 2002) a fost un jucător și antrenor de fotbal spaniol. A jucat pentru echipa FC Barcelona, iar apoi a antrenat-o. Printre altele a mai antrenat și echipa națională de fotbal a Spaniei și cluburile Valencia CF și Atlético Madrid.